# İkinci Yeddioymaq
İkinci Yeddioymaq är en ort i Azerbajdzjan.   Den ligger i distriktet Masallı Rayonu, i den sydöstra delen av landet, 180 km sydväst om huvudstaden Baku. Antalet invånare är 1 070.
Terrängen runt İkinci Yeddioymaq är mycket platt, och sluttar österut. Trakten är tätbefolkad. Närmaste större samhälle är Arkewan, 10,2 km väster om İkinci Yeddioymaq.
Trakten runt İkinci Yeddioymaq består till största delen av jordbruksmark.